# Кольрейф, Готтфрид Альберт
Готфрид Альберт Кольрейф (нем. Gottfried Albert Kohlreif; 22 октября 1749, Любек — 8 мая 1802, Санкт-Петербург) — германский и впоследствии российский физик, врач-хирург и преподаватель.
В 1770 году окончил Лейпцигский университет, был врачом и затем профессором в городском госпитале, специализировавшимся на электрической медицине; увлекался также прикладной физикой и, в частности, вопросами воздухоплавания. Впоследствии переехал в Российскую империю, где, получив звание профессора физики и хирургии, преподавал в Санкт-Петербургской хирургической школе. В Санкт-Петербурге снимал большую квартиру, где временно размещал приезжавших из германских государств учёных. Параллельно работал в так называемом «Калинкин-институте» (Калинкинская больница) — немецком медицинском учреждении в Санкт-Петербурге и руководил аптекой. В 1795 году оставил преподавание из-за осложнения отношений с коллегами, оставшись, однако, в Петербурге, где и умер.
Много занимался электричеством и опубликовал целый ряд сочинений по этому вопросу. Одной из сфер его исследования было изучение медицинское применение электрического тока, в том числе для спасения утопленников. Как физик изучал также благоприятное воздействие лесного воздуха на людей.